# Las inquietudes de Shanti Andía
Las inquietudes de Shanti Andía es una novela de Pío Baroja, publicada en 1911, que su autor clasificó en la serie El mar, junto con El laberinto de las sirenas (1923), Los pilotos de altura (1929), y La estrella del capitán Chimista (1930). La novela está compuesta de siete libros y un epílogo.
En 1947 fue llevada al cine bajo la dirección de Arturo Ruiz Castillo.
El protagonista, Shanti Andía, ya anciano, cuenta sus memorias desde la infancia. Natural de Lúzaro, un pueblo pesquero de Guipúzcoa, siempre se ha sentido atraído por el mar, al igual que su padre, capitán de un barco, que murió en el Canal de la Mancha.

## Infancia
Huérfano de padre, Shanti Andía es criado por su madre en el caserío familiar. Desde pequeño siente la fascinación de la vida del marino, especialmente de su tío, Juan de Aguirre, capitán de barco, como su padre, cuyas hazañas quiere emular. Un día llega al pueblo la noticia de que Juan ha muerto, y la familia celebra su funeral.
Shanti acude al colegio e ingresa en la escuela de náutica, a la vez que practica la navegación con sus amigos por el puerto, en una barca que «toman prestada». Poco a poco se vuelven más atrevidos, y al salir a mar abierta están a punto de perecer.

## Juventud
Al dejar el colegio, la madre de Shanti lo envía a Cádiz, y lo coloca de agregado (aprendiz) con don Ciriaco, un capitán amigo de la familia, que hace la ruta Cádiz-Filipinas. De regreso a Cádiz, ingresa en la academia de pilotos de San Fernando, y don Ciriaco le presenta al naviero que le da empleo, con cuya hija, Dolorcitas, congenia, y acaba por hacerla su novia.
Acabado el curso, se embarca, pero al regreso descubre que Dolorcitas se ha casado. Ella le confiesa que es desgraciada en su matrimonio, y ambos siguen con su relación, hasta que el marido se entera y le reta a duelo, resultando él herido. Una vez recuperado, toma el mando de una fragata y viaja por todo el mundo.
En el transcurso de sus viajes, conoce a algunos marinos que le aseguran que su tío, Juan de Aguirre sigue vivo, aunque metido en oscuros negocios.
De vuelta a su pueblo, después de uno de sus viajes, su madre le encarga que vaya a cobrar a un viejo extranjero que vive de alquiler en un caserío de la familia. Se trata de un viejo marino retirado, que vive solo con su hija, retirado del pueblo. Al visitarlo, el viejo le confiesa, para su asombro, ser su tío Juan de Aguirre, y que está muy enfermo. Al poco tiempo, Juan muere, dejando a su hija, Mary, al cuidado de Shanti, que la aloja en casa de unos amigos.

## Madurez
Shanti y Mary congenian, y se hacen novios, pero él tiene que embarcar, por lo que sólo pueden verse de tarde en tarde. Shanti va madurando la idea de casarse, idea que se agudiza cuando se entera de que en el pueblo, hay un hombre rico y maduro, Juan Machín,  que corteja a Mary, aunque ella lo rechaza. Así que Shanti vuelve al pueblo y se enfrenta con Machín. Este trata de matarlo, pero luego, un día, inexplicablemente, le salva la vida, y poco después se marcha del pueblo, dejando dos cartas para él, una de su propia mano, y la otra, un manuscrito de su tío Juan.  
En esta carta de Machín, este declara ser  hijo de Juan de Aguirre, y por tanto medio hermano de Mary, circunstancia que ha sabido por el viejo médico de Lúzaro, contemporáneo de su padre.

## El misterio de Juan de Aguirre
El manuscrito de Juan de Aguirre cuenta su azarosa vida. De joven, dejó embarazada a la criada de la casa, la Shele, cosa que no supo por estar embarcado. Para esconder el escándalo, la Shele fue obligada a casarse con un hombre brutal y murió al dar a luz a Juan Machín. 
Al enterarse de esto, desesperado por los remordimientos, Juan de Aguirre se enroló en un barco negrero y cambió sus papeles de identificación con un piloto, llamado Tristán de Ugarte. Tras muchas peripecias, el barco fue hundido por un navío inglés y ellos, apresados. Más tarde, ellos dos, y otro compañero, consiguen huir, y Tristán resulta muerto pero al tener cambiados los papeles lo dan oficialmente por muerto. De ahí que se celebrase un falso funeral.
Más tarde, Juan de Aguirre pudo rehacer su vida y casarse, siendo Mary el fruto de aquel matrimonio.